# Pesca all'aspetto
La pesca all'aspetto (o aspetto profondo) è una tecnica utilizzata per la pesca in apnea. 

## Descrizione
Essa consiste nell'appostarsi sul fondo, parzialmente occultati, ed aspettare che i pesci vengano a tiro.
Ovviamente il difficile sta nel trovare il posto giusto ed il momento giusto, infatti nell'imprevedibilità dei pesci potrà capitare che gli stessi arrivino dalla parte opposta dell'appostamento che risulterà a quel punto scoperto e determinerà la fuga del pesce. L'idea su cui si basa tale tecnica è la naturale curiosità e territorialità di tutte le specie (più o meno accentuate a seconda di molte variabili: periodi riproduttivi, fame, e altro ancora). Infatti, il pesce tende ad avvicinarsi al pescatore subacqueo per verificare cosa esso sia (curiosità) o nel caso dei predatori (pelagici, spigole, ecc...) per avvisarlo che sta occupando la sua zona (territorialità).
Inoltre, questi ultimi, a differenza degli altri, tendono ad avvicinarsi molto più velocemente non badanti del pericolo. Nella tecnica della pesca all'aspetto nel bassofondo, rilevante  è il mimetismo del pescasub ed eventuali richiami di tipo sonoro o visivo che stimolano la curiosità del pesce.

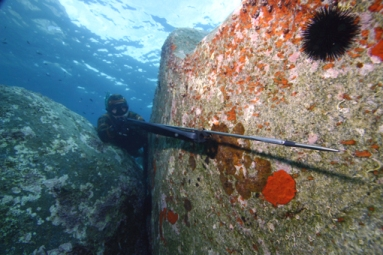
Un cacciatore subacqueo fermo all'aspetto in profondità con il suo arbalete

L'aspetto profondo si differenzia dall'aspetto generico per la profondità alla quale viene praticato: dai 15 ai 30 metri e oltre, per insidiare prede di rango difficilmente reperibili in acque basse, come dentici e ricciole. Richiede grande esperienza, preparazione fisica e soprattutto molta coscienza, poiché prevede tuffi impegnativi con lunghe apnee, durante le quali può capitare di dover combattere con pesci di dimensioni ragguardevoli.
Per l'aspetto profondo è preferibile usare attrezzatura specifica, come pinne con pala in materiale composito (i più diffusi sono quelli in fibra di carbonio) che hanno un'elevata elasticità, fucili lunghi e potenti (come arbalete dai 100 ai 120 cm o oleopneumatici dai 90 ai 130 cm) per colpire prede distanti (anche 4-5 metri) e maschere a volume interno ridotto (per ridurre i volumi d'aria da insufflarvi, indispensabili per compensare lo schiacciamento provocato dalla  pressione idrostatica). Tecnicamente si predilige l'uso di fucili più potenti che veloci, dato che le prede classiche sono grossi dentici, ricciole, orate e corvine, quindi vengono scartati a priori fucili che montano aste da 6 mm, elastici del 16 e tutte quelle attrezzature più indicate per la ricerca del pesce bianco. Si prediligono arbalete in legno con plurigomma, sistema roller, inverter e aste medio-pesanti, fucili in monoscocca di carbonio con gomme potenti o addirittura oleopneumatici caricati ad elevatissima pressione. 